# Chile España (estación)
Chile España es una estación ferroviaria que forma parte de la red del Metro de Santiago de Chile. Se encuentra subterránea, entre las estaciones Ñuñoa y Villa Frei de la  Línea 3. Se encuentra ubicada en el barrio Plaza Ñuñoa, a 300 metros al oeste de la plaza misma. Se espera que para el año 2032 se convierta en una estación de combinación con la futura Línea 8.
Durante las protestas por el alza de la tarifa del metro en octubre de 2019 la estación vivió episodios de evasión masiva, lo que la obligó a permanecer cerrada entre el 19 de octubre de 2019 y el 27 del mismo mes.

## Características y entorno
Se encuentra en un sector con un gran movimiento de población, pues la rodean centros comerciales, supermercados, importantes condominios y además la estación de transbordo Irarrázaval-Macul de la Red Metropolitana de Movilidad.

### Accesos
| Acceso | Intersección                                  |
| ------ | --------------------------------------------- |
| A      | Av. Irarrázaval con Av. José Pedro Alessandri |

## MetroArte

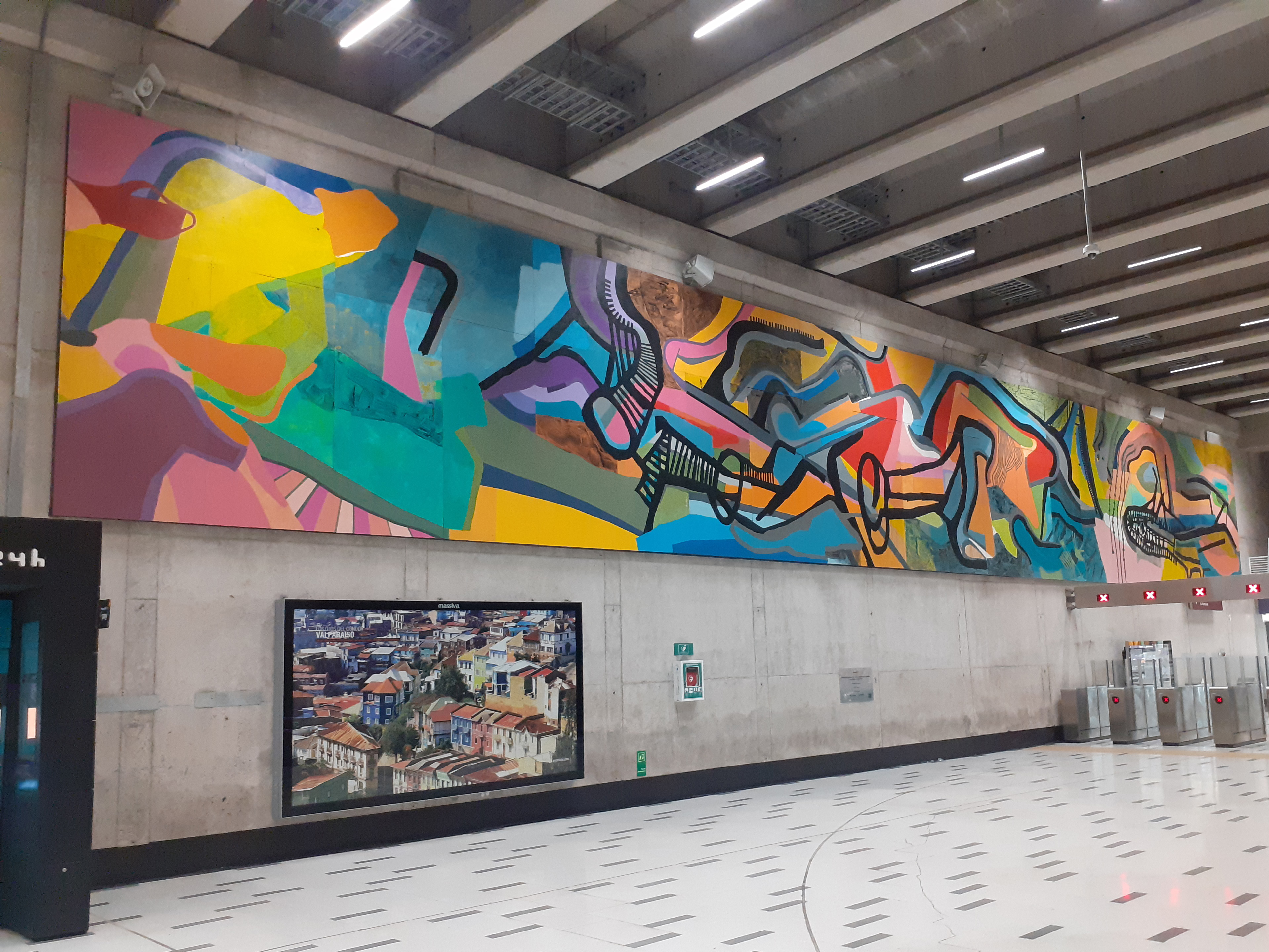
Vista de la obra Poblados de recorrido o cómo ingresé a las ciudades amuralladas zumbando.

Chile España cuenta con una obra de MetroArte en su interior. En la mezzanina se encuentra el mural Poblados de recorrido o cómo ingresé a las ciudades amuralladas zumbando, obra del pintor Ciro Beltrán, inaugurada el 4 de enero de 2021. Posee 3,6 metros de alto y 27 metros de largo, y representa mediante un diseño abstracto y geométrico la presencia del autor en el barrio donde se ubica la estación, lugar donde nació en 1965, y que guarda relación con la obra "Muro de Los Leones", que estuvo presente en Ñuñoa entre 1986 y 1998, en una muralla de la vía General José Artigas (continuación de la avenida Los Leones en dicha comuna) entre las calles Sucre y Simón Bolívar.

## Origen etimológico
La estación toma su nombre de su proximidad con la avenida Chile España, bajo la cual parcialmente se emplaza. La denominación de esta vía ñuñoína, a su vez, es un odónimo en honor a las relaciones bilaterales entre estos dos países.

## Galería

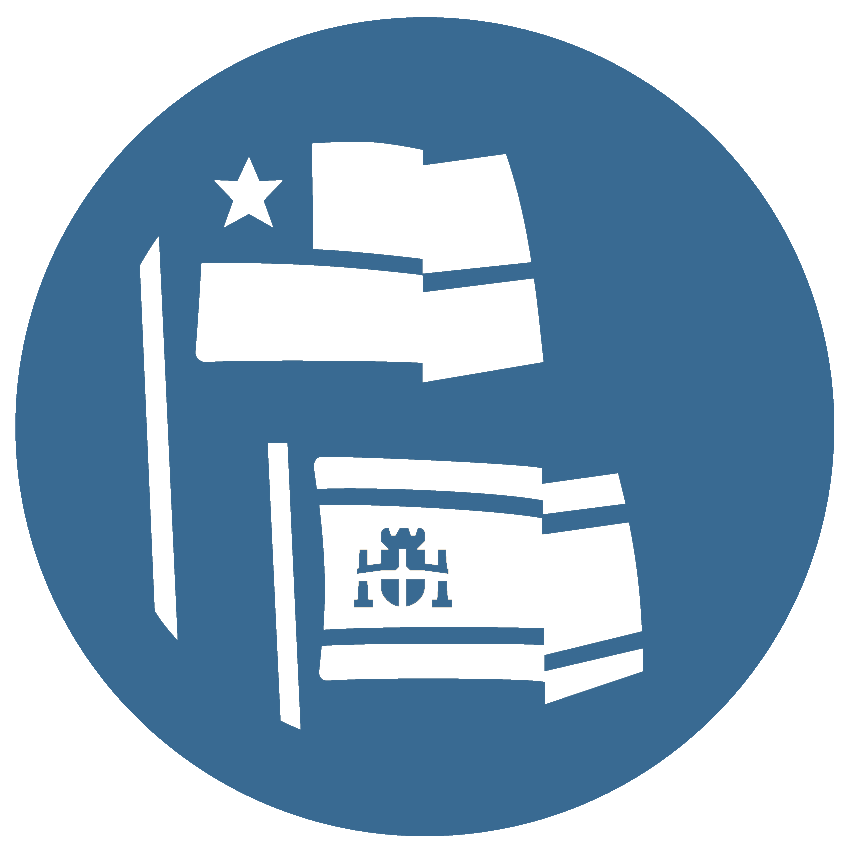
Pictograma que identifica a la estación.
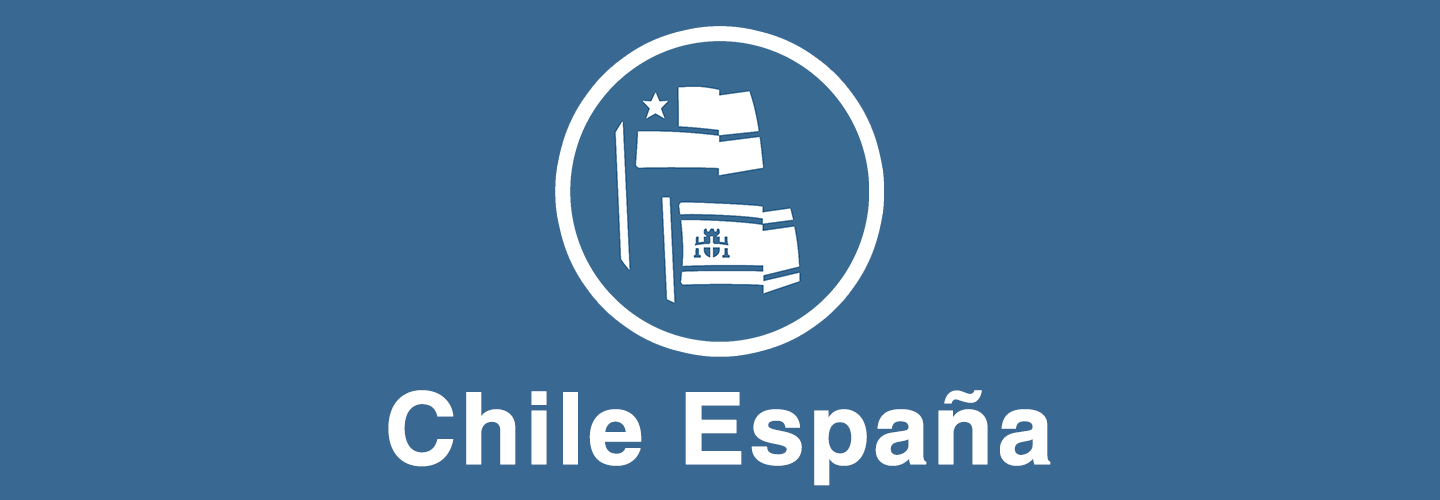
Cenefa utilizada en los andenes.

## Conexión con Red Metropolitana de Movilidad
La estación posee 8 paraderos de la Red Metropolitana de Movilidad en sus alrededores, los cuales corresponden a:
| Paradero/ Código                      | Recorridos |
| ------------------------------------- | --- |
| Parada 1 / Metro Chile España (PD103) | 104 (Providencia) - 212 (Providencia) - 224 (Ñuñoa) |
| Parada 2 / Metro Chile España (PD453) | 403 (Metro Santa Ana) - 422 (Población Teniente Merino) |
| Parada 3 / Metro Chile España (PD107) | 104 (Mall Plaza Tobalaba) - 212 (La Pintana) - 224 (Gabriela) |
| Parada 4 / Metro Chile España (PD337) | 227 (La Reina) - 403 (La Reina) - 422 (La Reina) - 505 (Peñalolén) - 513 (José Arrieta) - 514 (San Luis de Macul) - 514c (San Luis de Macul) - D03 (Las Parcelas)        |
| Parada 5 / Metro Chile España (PD318) | 227 (Portal Oeste) - 505 (Cerro Navia) - 513 (El Montijo) - 514 (Enea) - 514c (Metro Salvador) - D03 (Metro Toesca)                                                      |
| Parada 6 / Metro Chile España (PD235) | 104 (Providencia) - 212 (Providencia) - 224 (Ñuñoa) - 325 (Metro Irarrázaval)                                                                                            |
| Parada 7 / Metro Chile España (PD352) | 227 (La Reina)* - 403 (La Reina)* - 422 (La Reina)* - 505 (Peñalolén) - 513 (José Arrieta)* - 514 (San Luis de Macul)* - D02 (Diagonal Las Torres) - D03 (Las Parcelas)* |
| Parada 8 / Metro Chile España (PD78)  | 104 (Mall Plaza Tobalaba)* - 212 (La Pintana)* - 224 (Gabriela) |

(*) Utiliza esta parada solo entre 7:30 y 10:00